# Laudakia kirmanensis
Laudakia kirmanensis är en ödleart som beskrevs av  Alexander Nikolsky 1899. Laudakia kirmanensis ingår i släktet Laudakia och familjen agamer. Inga underarter finns listade i Catalogue of Life.